# آرویا (کلرادو)
آرویا (به انگلیسی: Aroya) یک منطقهٔ مسکونی در ایالات متحده آمریکا است که در شهرستان شاین، کلرادو واقع شده است. آرویا ۱٬۳۹۶ متر بالاتر از سطح دریا واقع شده است.